# Gerrit Nijland

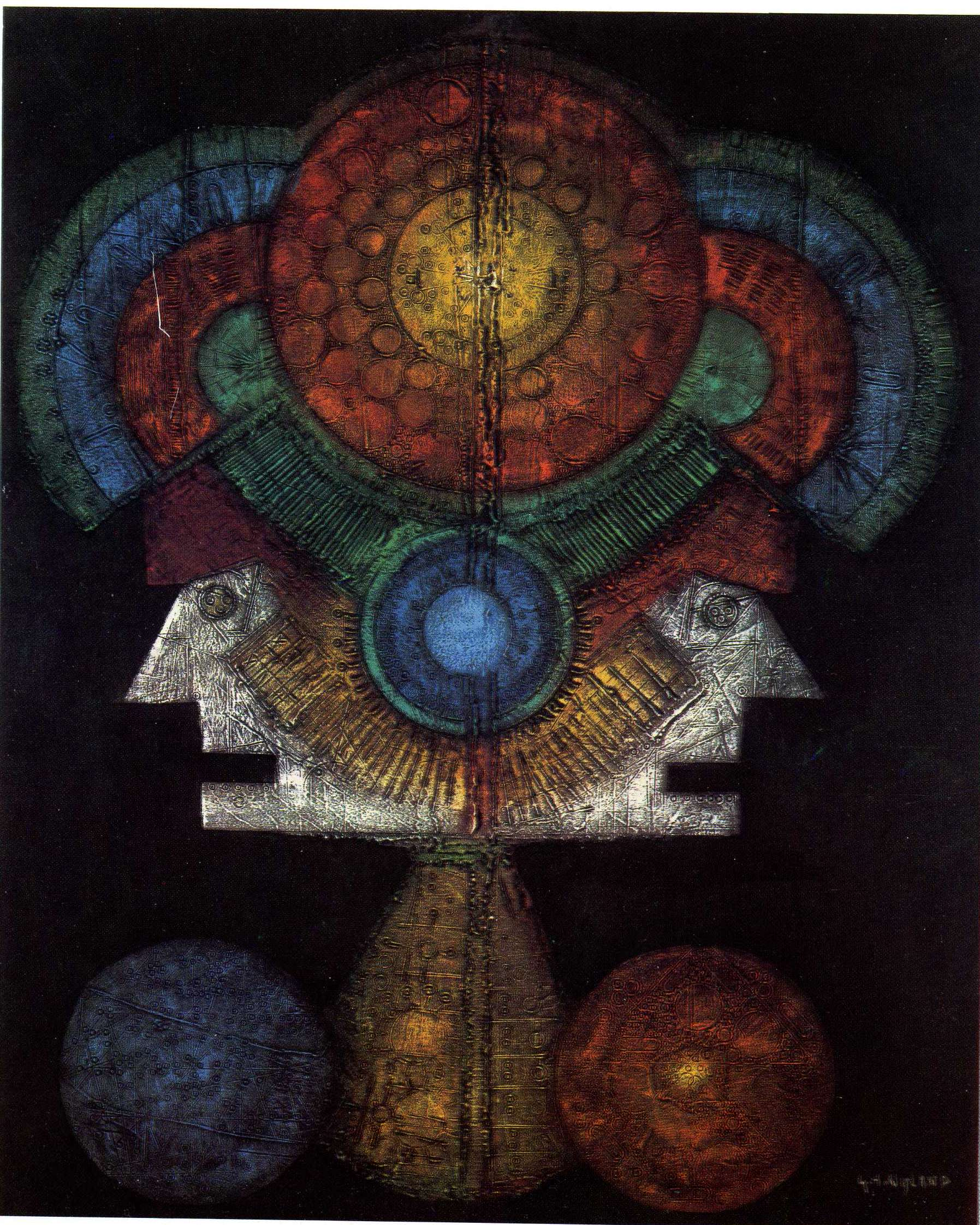
Gerrit Nijland - Gemini

Gerrit Nijland (Rotterdam, 12 maart 1931) is een Nederlandse kunstschilder. Hij heeft lessen gehad van Simon Kramer, een impressionist in Laren (Noord-Holland). Dat Nijland geen onbekende is, blijkt uit Annuaire international des ventes, peintures et sculpture, een jaarboek voor de kunstkenner, waarin zijn naam en werk voorkomt.
Zijn opleiding is even boeiend als vreemd. Na jaren in Parijs te hebben gewoond, is hij vertrokken naar Amerika. Na diverse tentoonstellingen in New York waar zijn werken werden aangekocht door musea e.d. zwierf hij verder naar Australië en Nieuw-Caledonië. In 1975 keerde Nijland terug naar Nederland.
Hij schildert voornamelijk abstract en is niet te volgen. Zijn composities zijn voornamelijk een lijnenspel met sterk wiskundig aandoende vertekeningen die in het centrum van het stuk tezamen komen tot een verdichting welke allerlei fantasieën oproepen. Prachtig weet hij de kleur geheel passend in het lijnenspel te brengen, waardoor hij uitzonderlijk mooie en gave resultaten weet te bereiken. Deze abstracten hebben menigeen geïnspireerd zijn werk te kopen, dit ondanks de zeer hoge prijzen.
Wonderlijk genoeg maakt hij daarnaast ook kerkinterieuren in een totaal ander genre. Of het nu de gebogen lijnen zijn die hem aanspreken of de sfeer, deze is geheel volgens de werkelijkheid en laat niets te raden over.
Zij zijn in donkere kleuren geschilderd, met een bijzondere aandacht voor het detail. Een aparte lichtinval geeft het geheel een duidelijke dimensie. Zijn kerkinterieuren zijn in wezen terug te vinden in zijn abstracte werken.